# Порт-Гурон (Мічиган)
Порт-Гурон (англ. Port Huron [pɔrt hyʊərən]) — місто (англ. city) в США, Адміністративний центр та найбільший населений пункт округу Сент-Клер штату Мічиган. Населення — 28 983 особи (2020). Найбільш східна точка штату Мічиган, поблизу кордону з Онтаріо.

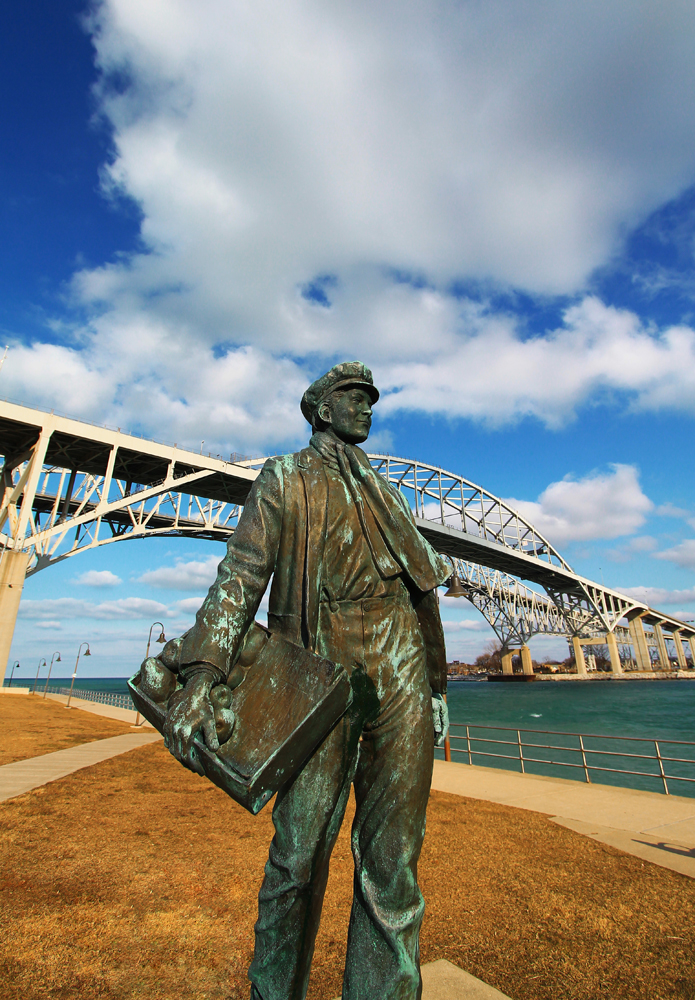
Пам'ятник Томасу Едісону, який прожив в Порт-Гуроні кілька років

## Географія
Порт-Гурон розташований за координатами 42°59′38″ пн. ш. 82°26′1″ зх. д. / 42.99389° пн. ш. 82.43361° зх. д. (42.993766, -82.433743).  За даними Бюро перепису населення США в 2010 році місто мало площу 31,77 км², з яких 20,93 км² — суходіл та 10,84 км² — водойми.

### Клімат
| Клімат : Порт-Гурон     | Клімат : Порт-Гурон | Клімат : Порт-Гурон | Клімат : Порт-Гурон | Клімат : Порт-Гурон | Клімат : Порт-Гурон | Клімат : Порт-Гурон | Клімат : Порт-Гурон | Клімат : Порт-Гурон | Клімат : Порт-Гурон | Клімат : Порт-Гурон | Клімат : Порт-Гурон | Клімат : Порт-Гурон | Клімат : Порт-Гурон |
| Показник                | Січ.                | Лют.                | Бер.                | Квіт.               | Трав.               | Черв.               | Лип.                | Серп.               | Вер.                | Жовт.               | Лист.               | Груд.               | Рік                 |
| Абсолютний максимум, °C | 17,8                | 20,6                | 27,8                | 30,6                | 35,6                | 38,9                | 39,4                | 38,9                | 38,3                | 32,2                | 27,2                | 18,9                | 39,4                |
| Середній максимум, °C   | −0,4                | 1,0                 | 6,0                 | 13,1                | 19,5                | 25,2                | 27,8                | 26,9                | 23,0                | 15,9                | 8,7                 | 2,0                 | 14,1                |
| Середня температура, °C | −4,3                | −3,2                | 1,3                 | 7,7                 | 13,8                | 19,4                | 22,4                | 21,8                | 17,7                | 10,9                | 4,7                 | −1,6                | 9,3                 |
| Середній мінімум, °C    | −8,1                | −7,4                | −3,3                | 2,3                 | 8,1                 | 13,7                | 17,0                | 16,6                | 12,4                | 5,9                 | 0,7                 | −5,1                | 4,4                 |
| Абсолютний мінімум, °C  | −28,3               | −32,2               | −21,7               | −13,3               | −6,1                | 0,0                 | 1,7                 | 2,8                 | −3,9                | −6,7                | −16,7               | −21,7               | −32,2               |
| Норма опадів, мм        | 50                  | 50                  | 53                  | 73                  | 80                  | 86                  | 82                  | 83                  | 98                  | 71                  | 79                  | 56                  | 858                 |
| Днів з опадами          | 13,0                | 10,0                | 10,5                | 12,9                | 11,7                | 10,7                | 10,1                | 10,7                | 10,8                | 11,9                | 12,5                | 13,4                | 138,2               |
| Днів зі снігом          | 7,4                 | 5,9                 | 2,9                 | 0,6                 | 0                   | 0                   | 0                   | 0                   | 0                   | 0                   | 0,8                 | 5,3                 | 22,9                |
| ----------------------- | ------------------- | ------------------- | ------------------- | ------------------- | ------------------- | ------------------- | ------------------- | ------------------- | ------------------- | ------------------- | ------------------- | ------------------- | ------------------- |
| Джерело: NOAA           |                     |                     |                     |                     |                     |                     |                     |                     |                     |                     |                     |                     |                     |

## Демографія
Згідно з переписом 2010 року, у місті мешкали 30 184 особи в 12 177 домогосподарствах у складі 7311 родини. Густота населення становила 950 осіб/км².  Було 13871 помешкання (437/км²).
Расовий склад населення:
| - 84,0 % — білих - 9,1 % — чорних або афроамериканців - 0,7 % — корінних американців - 0,6 % — азіатів - 1,2 % — осіб інших рас |

До двох чи більше рас належало 4,5 %. Частка іспаномовних становила 5,4 % від усіх жителів.
За віковим діапазоном населення розподілялося таким чином: 25,6 % — особи молодші 18 років, 61,3 % — особи у віці 18—64 років, 13,1 % — особи у віці 65 років та старші. Медіана віку мешканця становила 35,8 року. На 100 осіб жіночої статі у місті припадало 91,5 чоловіків;  на 100 жінок у віці від 18 років та старших — 86,8 чоловіків також старших 18 років.
Середній дохід на одне домашнє господарство  становив 43 905 доларів США (медіана — 33 674), а середній дохід на одну сім'ю — 52 718 доларів (медіана — 41 370). Медіана доходів становила 39 969 доларів для чоловіків та 33 370 доларів для жінок. За межею бідності перебувало 28,4 % осіб, у тому числі 39,9 % дітей у віці до 18 років та 12,0 % осіб у віці 65 років та старших.
Цивільне працевлаштоване населення становило 11 869 осіб. Основні галузі зайнятості: освіта, охорона здоров'я та соціальна допомога — 23,3 %, виробництво — 20,9 %, роздрібна торгівля — 13,4 %, мистецтво, розваги та відпочинок — 12,6 %.

## Персоналії
- Джек Кемпбелл (нар. 1992) — американський хокеїст, воротар
- Коллін Мур (1899–1988) — американська актриса німого кіно.